# Rebel (počítačová hra)
Rebel je česká tahová strategie pro počítače Amiga. Vyšla v roce 1995. Stojí za ní tříčlenný tým CyberAlliance a vydalo ji JRC Interactive. Jedná se o první českou strategii pro Amigu.

## Příběh
Hra se odehrává ve světě plném násilí, který je z většiny ovládán pánem chaosu. Zbytek je rozdělen mezi pěti vojevůdci toužícími po moci, a proto mu nabídli své spojenectví. On však odmítl přijmout všechny a oni tak mezi sebou bojují s tím, že ten nejsilnější se stane spojencem pána chaosu, kterého následně porazí a stane se pánem světa.

### Vojevůdci
- Ison - Je rytířem.
- Gurhan - Je nelidským.
- Nithor - Je čarodějem.
- Admon - Je odvážným
- Gall - Je zákeřným.
- Zorhan - Pán Chaosu, hráč za něj nemůže hrát.

## Hratelnost
Hráč si na začátku vybere jednoho z pěti vojevůdců, za kterého bude hrát. Na výběr jsou dva herní módy, putování a proti sobě. Putování je pro jednoho hráče, zatímco proti sobě je hra více hráčů (až pěti). Pokud hrajete mód proti sobě, můžete si určit velikost mapy a počet měst.  Ve hře hráč plní mise s různými cíli, jako například zastavit nepřátelský postup nebo dobýt nepřátelské město. Přímo ve hře se jednotky pohybují na políčko, které hráč vybere. Pokud vybere, že se má jednotka přesunout na políčko, kde se nachází nepřátelská jednotka, začne boj, který vyhraje jednotka, která má větší sílu. Ve městech zase může hráč vytvářet nové a silnější jednotky.

## Dark Elf
V roce 2001 byla spuštěna hra Dark Elf. Stojí za ní Zdeněk Pletka, který je autorem Rebela. Dark Elf navazuje svým konceptem  na Rebela.